# Narodi svijeta X
X
Xakriaba. Ostali nazivi:
- Lokacija:
- Populacija (2007):
- Kultura:
- Vanjske poveznice:

Xavante. Ostali nazivi:
- Lokacija:
- Populacija (2007):
- Kultura:
- Vanjske poveznice:

Xerente. Ostali nazivi:
- Lokacija:
- Populacija (2007):
- Kultura:
- Vanjske poveznice:

Xinh Mun. Ostali nazivi: Xinh-mun
- Lokacija: Vijetnam
- Jezik/porijeklo:
- Populacija:
- Kultura:
- Vanjske poveznice:

Xơ Đăng →Sedang, Xo Dang
 Xtiêng →Stieng
Narodi svijeta Y